# Loanhead
Loanhead è una cittadina e un tempo burgh di circa 6.300 abitanti della Scozia sud-orientale, facente parte dell'area di consiglio del Midlothian e situata nella valle del fiume North Esk.

## Geografia fisica
Loanhead si trova a circa metà strada tra Edimburgo e Gorebridge (rispettivamente a sud-est della prima e a nord-ovest della seconda) e tra le località di Dalkeith e Roslin (rispettivamente ad ovest/sud-ovest della prima e a nord della seconda).

## Monumenti e luoghi d'interesse

### Architetture religiose
L’edificio religioso principale di Loanhead è la chiesa presbiteriana, costruita nel 1875.

## Società

### Evoluzione demografica
Al censimento del 2011, Loanhead contava una popolazione pari a 6.294 abitanti, di cui 3.276 erano donne e 3.018 erano uomini.
La località ha conosciuto quindi un decremento demografico rispetto al 2001, quando contava una popolazione pari a 6.480 abitanti. Il dato è però tendente ad un lieve rialzo (la popolazione stimata nel 2015 era di circa 6.410 abitanti).